# Łupawa
Łupawa est une localité polonaise de la gmina rurale de Potęgowo située dans le powiat de Słupsk en voïvodie de Poméranie. Elle se trouve à environ 30 km à l'est de Słupsk et 76 km à l'ouest de la capitale régionale Gdańsk.

## Géographie

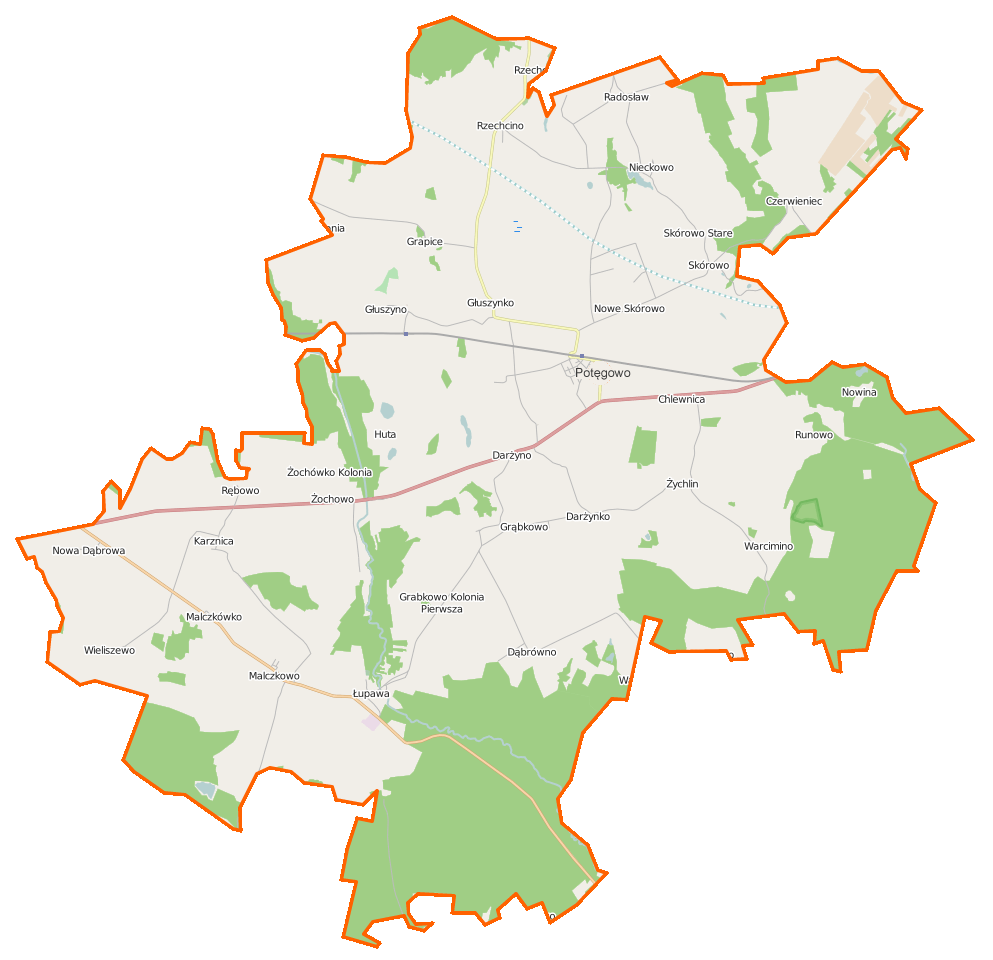
Carte de la gmina de Potęgowo.

## Histoire
De 1648 à 1945, Lupow fait partie de l'arrondissement de Stolp dans le district de Köslin au sein de la province de Poméranie.